# C/2016 R3 (Borisov)
C/2016 R3 (Borisov) — комета, абсолютна величина якої разом з комою становить 18.1m.

## Історія
Комета відкрита 11 вересня 2016 року. Була 16.0m на момент відкриття.